# Hadena cucubali
Hadena cucubali är en fjärilsart som beskrevs av Ignaz Schiffermüller 1775. Hadena cucubali ingår i släktet Hadena och familjen nattflyn. Inga underarter finns listade i Catalogue of Life.